# دریچه تسلا

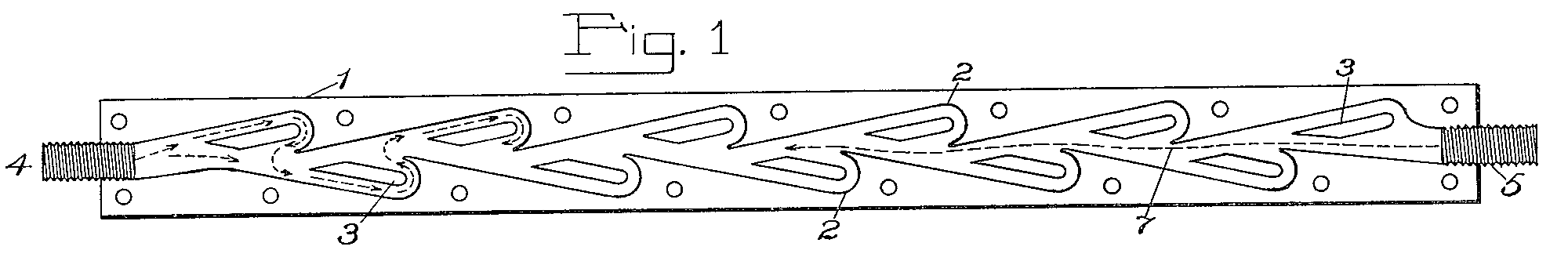
برش مقطعی از یک دریچه تسلا که در آن اجزا داخل دریچه قابل مشاهده است.

دریچه تسلا (به انگلیسی: Tesla valve) نوعی شیر یکطرفه برای عبور سیالات است که در آن برخلاف دریچه‌های متداول از اجزاء متحرک استفاده نشده است. این دریچه در سال ۱۹۱۶ توسط نیکولا تسلا اختراع شد.